# Барон Перси
Барон Перси (англ. Baron Percy) — английский пэрский титул, существующий со второй половины XI века.

## История титула

Герб ранних баронов Перси

Герб баронов Перси, начиная с Генри Перси, 1-го барона Алника

Первым феодальным бароном Перси был нормандец Уильям I де Перси, который после Нормандского завоевания Англии получил владения в Северной Англии — в Йоркшире и Линкольншире. В полученных владениях Уильям построил замки Споффорт, Снитон, Хакнесс и Топклиф. Последний стал главным местопребыванием баронов Перси до приобретения ими замка Алник в XIV веке.
Род, основанный Уильямом I де Перси, угас во второй половине XII века, владения и баронский титул перешёл к потомкам Агнес де Перси, вышедшей замуж за Жоселина де Лувена, одного из сыновей графа Лувена Готфрида I Бородатого, перебравшегося в Англию к своей сестре Аделизе, 2-й жене короля Генриха I Боклерка.
Генри де Перси (ок. 25 марта 1273 — 2/10 октября 1314), 8-й феодальный барон Перси, 6 февраля 1299 года был вызван в английский парламент как 1-й барон Перси из Алника. Его потомки играли заметную роль в истории Англо-шотландского Пограничья. Генри Перси, 4-й барон Перси из Алника, получил от короля Ричарда II титул графа Нортумберленда, после чего титул барона Перси из Алника оказался привязан к графскому титулу. После восстания Перси в 1405 году против короля Генриха IV титулы графа Нортумберленда и барона Перси оказались конфискованы, но в 1416 году король Генрих V возвратил их Генри Перси, внуку 1-го графа Нортумберленда.
Генри Перси, 6-й граф Нортумберленд, умер в 1537 году, не оставив наследников. Поскольку его брат Томас Перси был казнён за участие в «Благодатном паломничестве», католическом восстании против короля Генриха VIII, то его дети оказались лишены права наследования и титулы графа Нортумберленда и барона Перси были объявлены угасшими.
В 1557 году королева Мария Тюдор вернула титулы Томасу Перси, племяннику 6-го графа. Его потомки носили титулы графа Нортумберленда и барона Перси из Алника до 1670 год, когда умер Джоселин Перси, не оставивший сыновей, титулы графа Нортумберленда и барона Перси из Алника угас.
Дочь последнего графа Нортумберленда из рода Перси, Елизавета, вышла замуж за Чарльза Сеймура, 6-го герцога Сомерсета. Её сын Алджернон Сеймур, 7-й герцог Сомерсет, в 1722 год получил титул барона Перси, а в 1749 году — титул графа Нортумберленда. Его единственный сын умер раньше отца, поэтому после смерти Алджернона в 1750 году владения и титул графа Нортумберленда унаследовал его зять, сэр Хью Смитсон, приняв при этом родовое прозвание Перси. В 1766 году он получил титул герцога Нортумберленда. Его потомки, герцоги Нортумберленд, носят в качестве младшего титула и титул барона Перси.

## Бароны Перси

### Феодальные бароны Перси
- после 1067 — 1096: Уильям I де Перси (ум. 1096), 1-й феодальный барон Топклифа (Перси)[1]
- 1096 — 1130/1135: Алан де Перси (ум. ок. 1130/1135), 2-й феодальный барон Топклифа (Перси) с 1096, сын предыдущего[1]
- 1130/1135 — 1174/1175: Уильям II де Перси (ум. ок. 1174/1175), 3-й феодальный барон Топклифа (Перси) с 1130/1135, сын предыдущего[1]
- 1174/1175 — 1202/1204: Агнес де Перси (ум. ок. 1202/1204), 4-я феодальная баронесса Перси с 1174/1175, дочь предыдущего[1]
муж: Жоселин де Лувен (ум. 1180)
- 1202/1204 — 1244: Ричард де Перси (1170(?) — 1244), 5-й феодальный барон Перси с 1202/1204, сын предыдущей[1]
- 1244—1245: Уильям III де Перси (ок. 1191/1193 — до 28 июля 1245), 6-й феодальный барон Перси с 1244, племянник предыдущего[1]
- 1245—1272: Генри де Перси (ок. 1235 — 29 августа 1272), 7-й феодальный барон Перси с 1245, сын предыдущего[1]
- 1273—1285/1293: Джон де Перси (1270 — между 16 июня 1285 и 20 июля 1293), 8-й феодальный барон Перси с 1273, сын предыдущего[1]
- 1285/1293—1299: Генри де Перси (ок. 25 марта 1273 — 2/10 октября 1314), 9-й феодальный барон Перси с 1285/1293, 1-й барон Перси из Алника с 1299, сын предыдущего[1]

### Бароны Перси из Алника, первая креация (1299)

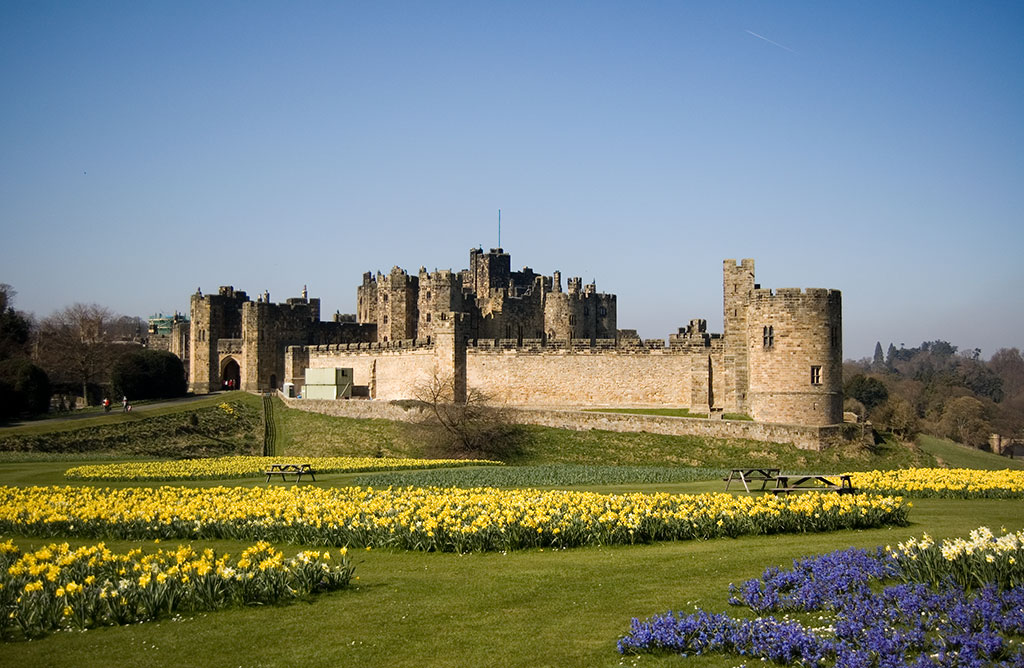
Замок Алник — главная резиденция баронов Перси и графов Нортумберленд

- 1299—1314: Генри де Перси (ок. 25 марта 1273 — 2/10 октября 1314), 9-й феодальный барон Перси с 1285/1293, 1-й барон Перси из Алника с 1299, сын предыдущего[1]
- 1314—1352: Генри де Перси (1301 — конец февраля 1352), 2-й барон Перси из Алника с 1314, сын предыдущего[1]
- 1352—1368: Генри де Перси (ок. 1321 — ок. 18 мая 1368), 3-й барон Перси из Алника с 1314, сын предыдущего[1]
- 1368—1405: Генри Перси (10 ноября 1341 — 19 февраля 1408), 4-й барон Перси из Алника в 1368—1405, 1-й граф Нортумберленд в 1377—1405, лорд-констебль Англии в 1377—1403, король острова Мэн в 1399—1405, сын предыдущего[2]
- 1405—1416: титул конфискован.
- 1416—1455: Генри Перси (3 февраля 1393 — 22 мая 1455), 2-й граф Нортумберленд и 5-й барон Перси из Алника с 1416, внук предыдущего[3]
- 1455—1461: Генри Перси (25 июля 1421 — 29 марта 1461), 3-й граф Нортумберленд и 6-й барон Перси из Алника с 1455, сын предыдущего[4]
- 1455—1473: титул конфискован.
- 1473—1489: Генри Перси (ок. 1449 — 28 апреля 1489), 4-й граф Нортумберленд и 7-й барон Перси из Алника с 1473, сын 3-го графа[5]
- 1489—1527: Генри Алджернон Перси (1477/1478 — 19 мая 1527), 5-й граф Нортумберленд и 8-й барон Перси из Алника с 1489, сын предыдущего[6]
- 1527—1537: Генри Перси (ок. 1502 — 30 января 1537), 6-й граф Нортумберленд и 9-й барон Перси из Алника с 1527, сын предыдущего[7]

### Бароны Перси из Алника, вторая креация (1557)
- 1557—1572: Томас Перси (ок. 1528 — 22 августа 1572), 1/7-й граф Нортумберленд и 1/10-й барон Перси с 1557, племянник предыдущего[8]
- 1572—1585: Генри Перси (ум. 21 июня 1585), 2/8-й граф Нортумберленд и 2/11-й барон Перси с 1572, брат предыдущего[9]
- 1585—1632: Генри Перси (ок. апреля 1564 — 5 ноября 1632), 3/9-й граф Нортумберленд и 3/12-й барон Перси из Алника с 1585, сын предыдущего[10]
- 1632—1668: Элджернон Перси (13 октября 1602 — 13 октября 1668), 4/10-й граф Нортумберленд и 4/10-й барон Перси с 1632, сын предыдущего[11]
- 1668—1670: Джоселин Перси (4 июля 1644 — 21 мая 1670), 5/11-й граф Нортумберленд и 5/14-й барон Перси с 1668, сын предыдущего[12]

### Бароны Перси, третья креация (1722)
- 1722—1750: Элджернон Сеймур (11 ноября 1684 — 7 февраля 1750), 1-й барон Перси с 1722, 7-й герцог Сомерсет, 7-й граф Хартфорд, 7-й барон Бошамп из Хатча, 5-й барон Сеймур из Троубриджа с 1748, 1-й граф Нортумберленд, 1-й граф Эгремон и 1-й барон Уоркуорт с 1749, внук 5/11-го графа Нортумберленда[13]
- 1750—1786: Элизабет Перси (26 ноября 1716 — 5 декабря 1776), 2-я баронесса Перси с 1750 года, дочь предыдущего[14].
  - муж: Хью Перси (Смитсон) (ок. 1714 — 6 июня 1786), 4-й баронет Смитсон из Стэнвика с 1733, 2-й граф Нортумберленд и 2-й барон Уоркуорт с 1750, 1-й герцог Нортумберленд и 1-й граф Перси с 1766, 1-й барон Лувейн с 1784[15]
- 1786—1817: Хью Перси (14 августа 1742 — 10 июля 1817), 3-й барон Перси с 1776, 2-й герцог Нортумберленд, 3-й граф Нортумберленд, 3-й барон Уоркуорт и 5-й баронет Смитсон из Стэнвика с 1786, генерал, сын предыдущего[16]
- 1817—1847: Хью Перси (20 апреля 1795 — 11 февраля 1847), 3-й герцог Нортумберленд, 4-й граф Нортумберленд, 4-й барон Перси, 4-й барон Уоркуорт и 6-й баронет Смитсон из Стэнвика с 1817, сын предыдущего[17]
- 1847—1865: Элджернон Перси (15 декабря 1797 — 12 февраля 1865), 1-й барон Прудое с 1816, 4-й герцог Нортумберленд, 5-й граф Нортумберленд, 5-й барон Перси, 5-й барон Уоркуорт и 7-й баронет Смитсон из Стэнвика с 1847, брат предыдущего[18]
- 1865—1867: Джордж Перси (22 июня 1778 — 22 августа 1867), 2-й граф Беверли и 3-й барон Лувейн с 1830, 5-й герцог Нортумберленд, 6-й граф Нортумберленд, 6-й барон Уоркуорт и 8-й баронет Смитсон из Стэнвика с 1865, двоюродный брат предыдущего[19]
- 1867—1899: Элджернон Джордж Перси (2 мая 1810 — 2 января 1899), 6-й герцог Нортумберленд, 7-й граф Нортумберленд, 3-й граф Беверли, 4-й барон Лувейн, 7-й барон Уоркуорт и 9-й баронет Смитсон из Стэнвика с 1867, сын предыдущего[20]
- 1899—1918: Генри Джордж Перси (29 мая 1846 — 14 мая 1918), 7-й герцог Нортумберленд, 8-й граф Нортумберленд, 4-й граф Беверли, 5-й барон Лувейн, 8-й барон Уоркуорт и 10-й баронет Смитсон из Стэнвика с 1899, сын предыдущего[21]
- 1918—1930: Алан Иэн Перси (17 апреля 1880 — 23 августа 1930), 8-й герцог Нортумберленд, 9-й граф Нортумберленд, 5-й граф Беверли, 6-й барон Лувейн, 9-й барон Уоркуорт и 11-й баронет Смитсон из Стэнвика с 1918, сын предыдущего[22]
- 1930—1940: Генри Джордж Ален Перси (15 июля 1912 — 21 мая 1940), 9-й герцог Нортумберленд, 10-й граф Нортумберленд, 6-й граф Беверли, 7-й барон Лувейн, 10-й барон Уоркуорт и 12-й баронет Смитсон из Стэнвика с 1930, сын предыдущего[23]
- 1940—1988: Хью Элджернон Перси (6 апреля 1914 — 11 октября 1988), 10-й герцог Нортумберленд, 11-й граф Нортумберленд, 7-й граф Беверли, 8-й барон Лувейн, 11-й барон Уоркуорт и 13-й баронет Смитсон из Стэнвика с 1940, 9-й барон Перси с 1957, брат предыдущего[24]
- 1988—1995: Генри Ален Уолтер Ричард Перси (1 июля 1953 — 31 октября 1995), 11-й герцог Нортумберленд, 12-й граф Нортумберленд, 8-й граф Беверли, 9-й барон Лувейн, 12-й барон Уоркуорт, 10-й барон Перси и 14-й баронет Смитсон из Стэнвика с 1988, сын предыдущего[25]
- с 1995: Ральф Джордж Алджернон Перси (род. 16 ноября 1956), 12-й герцог Нортумберленд, 13-й граф Нортумберленд, 9-й граф Беверли, 10-й барон Лувейн, 13-й барон Уоркуорт, 11-й барон Перси и 15-й баронет Смитсон из Стэнвика с 1995, брат предыдущего[26]